# Liste der Stolpersteine in Nordhorn
Die Liste der Stolpersteine in Nordhorn enthält alle Stolpersteine, die im Rahmen des gleichnamigen Kunst-Projekts von Gunter Demnig in Nordhorn verlegt wurden. Mit ihnen soll der Opfer des Nationalsozialismus gedacht werden, die in Nordhorn lebten und wirkten. Bei drei Verlegungen seit April 2005 wurden insgesamt 44 Stolpersteine verlegt. (Stand: Juli 2019)

## Liste der Stolpersteine
| Bild | Person, Inschrift                                                                                         | Adresse                  | Verlegedatum | Anmerkung |
| ---- | --- | ------------------------ | --- | --- |
|      | Hier wohnte Benjamin de Vries Jg. 1860 Flucht Holland tot 20.9.1940 in Exil                               | Neuenhauser Straße 14 ·  | 23. Apr. 2005 | Benjamin de Vries wurde am 2. November 1860 in Nordhorn geboren. Seit 1923 war er verwitwet und betrieb mit seinem Sohn und der Schwiegertochter einen Textilhandel. Während der Novemberpogrome 1938 wurden er und sein Sohn verhaftet und waren im KZ Sachsenhausen inhaftiert. Am 20. Mai 1939 flüchtete die Familie in die Niederlande und lebte dann in Borne. Dort starb Benjamin de Vries am 20. September 1940. |
|      | Hier wohnte Moritz de Vries Jg. 1894 Flucht Holland deportiert/Auschwitz ermordet 5.2.1942                | Neuenhauser Straße 14 ·  | 23. Apr. 2005 | Moritz de Vries wurde am 24. Juni 1895 als Sohn von Benjamin und Rosa de Vries in Nordhorn geboren. Er war mit Ella de Vries verheiratet. Während der Novemberpogrome 1938 wurde er verhaftet und war bis zum 27. November 1938 im KZ Sachsenhausen inhaftiert. Am 20. Mai 1939 flüchtete er in die Niederlande und war ab 27. Februar 1940 im Sammellager Westerbork inhaftiert. Von dort wurde er am 2. Februar 1943 in das Vernichtungslager Auschwitz deportiert, wo er nach der Selektion bei Ankunft am 5. Februar 1943 ermordet wurde. |
|      | Hier wohnte Ella de Vries geb. Hopfeld Jg. 1893 Flucht Holland deportiert/Auschwitz ermordet 5.2.1943     | Neuenhauser Straße 14 ·  | 23. Apr. 2005 | Elle de Vries wurde am 28. April 1893 als Ella Hopfeld in Nordhorn geboren. Sie war mit Moritz de Vries verheiratet. Am 20. Mai 1939 flüchtete sie in die Niederlande und war ab 27. Februar 1940 im Sammellager Westerbork inhaftiert. Von dort wurde sie am 2. Februar 1943 in das Vernichtungslager Auschwitz deportiert, wo sie nach der Selektion bei Ankunft am 5. Februar 1943 ermordet wurde. |
|      | Hier wohnte Sara Schaap geb. de Vries Jg. 1856 ermordet 12.2.1943 in Auschwitz                            | Lingener Straße 51 ·     | | Sara Schaap wurde am 30. August 1856 als Sara de Vries in Nordhorn geboren. Sie war die Schwester von Benjamin de Vries und mit Karel Schaap verheiratet, der schon 1925 starb. Nach Repressalien gegen die Familie flüchteten sie 1934 in die Niederlande, wo sie am 6. Februar 1943 verhaftet wurde und im Sammellager Westerbork interniert war. Von dort wurde sie am 9. Februar 1943 in das Vernichtungslager Auschwitz deportiert und nach der Ankunft am 12. Februar 1943 ermordet. |
|      | Hier wohnte Lina de Jong geb. Schaap Jg. 1892 ermordet 15.2.1942 in Auschwitz                             | Lingener Straße 51 ·     | Lina de Jong wurde am 17. November 1893 als Tochter von Karel und Sara Schaap in Nordhorn geboren. Seit 1922 war sie mit Salomon de Jong aus Utrecht verheiratet. Mit ihrer Familie flüchtete sie in die Niederlande und war dort nach ihrer Verhaftung im Sammellager Westerbork inhaftiert. Am 12. Dezember 1942 wurde sie von dort in das Vernichtungslager Auschwitz deportiert und nach der Ankunft am 15. Dezember 1942 ermordet. | |
|      | Hier wohnte Moritz Schaap Jg. 1895 ermordet 20.10.1941 in Mauthausen                                      | Lingener Straße 51 ·     | Moritz Schaap wurde am 18. Dezember 1895 als Sohn von Karel und Sara Schaap in Nordhorn geboren. Mit der Familie flüchtete er 1934 in die Niederlande. Am 16. September 1941 wurde er verhaftet und über das Sammellager Westerbork in das KZ Mauthausen deportiert. Dort starb er am 20. Oktober 1941. | |
|      | Hier wohnte Erich Salomonson Jg. 1897 Flucht / England tot 1941 in London verunglückt                     | Hauptstraße 48 ·         | | Erich Salomonson wurde 1897 in Nordhorn geboren. Seine Eltern Josef und Emma Salomonson starben schon in den 1930er Jahren. Im Dezember 1938 flüchtete er mit seinem Bruder Walter nach England. Er starb 1941 an den Folgen des Unfalls mit einer Straßenbahn in London. |
|      | Hier wohnte Josef Oster Jg. 1881 deportiert 1941 Riga ermordet                                            | Hauptstraße 49 ·         | | Josef Oster wurde am 17. September 1881 in Flamersheim geboren. Mit seiner Frau Henriette betrieb er in Nordhorn ein Textilgeschäft. Während der Novemberpogrome 1938 wurde er verhaftet und war bis 4. Dezember 1938 im KZ Sachsenhausen inhaftiert. Nach der Verkauf und „Arisierung“ des Geschäftes mussten sie auch ihre Wohnung aufgeben und zu Familie Frank in die Prollstraße ziehen. Am 13. Dezember 1941 wurde er in das Ghetto Riga deportiert und gilt seitdem als verschollen. |
|      | Hier wohnte Henriette Oster geb. Blach Jg. 1879 deportiert 1941 Riga ermordet                             | Hauptstraße 49 ·         | Henriette Oster wurde am 18. November 1879 als Henriette Blach in Rotenburg an der Fulda geboren. Sie war mit Josef Oster verheiratet und betrieb mit ihm ein Textilgeschäft in Nordhorn. Das Paar hatte zwei Kinder. Mit ihrem Mann wurde sie am 13. Dezember 1941 in das Ghetto Riga deportiert und mit Datum 9. Mai 1945 für tot erklärt. | |
|      | Hier wohnte Max Oster Jg. 1907 ermordet 8.3.1945 Buchenwald                                               | Hauptstraße 49 ·         | Max Oster wurde am 8. Juli 1907 als Sohn von Josef und Henriette Oster in Nordhorn geboren. Er war mit Ruth Oster verheiratet und hatte mit ihr zwei Kinder. Am 2. Oktober 1935 flüchtete er mit seiner Frau in die Niederlande und war dort ab 7. August 1942 im Sammellager Westerbork inhaftiert. Von dort wurde er am 23. Oktober 1942 in das KZ Auschwitz deportiert und dann in das KZ Groß-Rosen transportiert. Am 10. Februar 1945 wurde er in das KZ Buchenwald gebracht, wo er am 8. März 1945 starb und später für tot erklärt wurde. | |
|      | Hier wohnte Ruth Oster geb. Rochocz Jg. 1915 ermordet 19.11.1942 Auschwitz                                | Hauptstraße 49 ·         | Ruth Oster wurde am 15. Januar 1915 als Ruth Rochocz in Leipzig geboren. Sie war mit Max Oster verheiratet. Mit ihm flüchtete sie 1935 in die Niederlande, wo ihre Kinder Helga und Benjamin geboren wurden. Am 11. November 1942 wurde sie verhaftet und war mit ihren Kindern im Sammellager Westerbork inhaftiert. Von dort wurde sie mit ihnen am 16. November 1942 in das Vernichtungslager Auschwitz deportiert. Sie und ihre beiden Kinder, zu diesem Zeitpunkt fünf und sieben Jahre alt, wurden dort bei der Ankunft am 19. November 1942 ermordet. | |
|      | Hier wohnte Grietje Cohen geb. Goldstein Jg. 1874 ermordet 14.5.1943 in Sobibor                           | Alte Synagogenstraße 5 · | | Grietje Cohen wurde am 10. September 1874 als Grietje Goldstein in Enschede geboren. Sie war seit 1893 mit Hijman Cohen verheiratet und betrieb mit ihm seit etwa 1910 in Nordhorn eine Schlachterei. Das Paar hatte sieben Kinder und zog in den 1920er Jahren in die Niederlande zurück. Ihr Mann starb 1937 in Enschede. Grietje Cohen starb am 14. Mai 1943 im Vernichtungslager Sobibor. |
|      | Hier wohnte Nathan Cohen Jg. 1893 ermordet 16.12.1941 in Mauthausen                                       | Alte Synagogenstraße 5 · | Nathan Cohen wurde am 11. August 1893 als Sohn von Hijman und Grietje Cohen in Enschede geboren. Seit 1918 war er mit Catharina van Gelderen verheiratet. Er starb am 16. Dezember 1941 im KZ Mauthausen. | |
|      | Hier wohnte Rachel Cohen Jg. 1898 ermordet 11.6.1943 in Sobibor                                           | Alte Synagogenstraße 5 · | Rachel Cohen wurde am 11. Juni 1898 als Tochter von Hijman und Grietje Cohen in Enschede geboren. Sie starb am 11. Juni 1943 im KZ Sobibor. | |
|      | Hier wohnte Samuel Cohen Jg. 1900 ermordet 9.7.1943 in Sobibor                                            | Alte Synagogenstraße 5 · | Samuel Cohen wurde am 2. Januar 1900 als Sohn von Hijman und Grietje Cohen in Enschede geboren. Er wurde am 9. Juli 1943 im KZ Sobibor ermordet. | |
|      | Hier wohnte Isaak Cohen Jg. 1904 ermordet 31.3.1943 in Auschwitz                                          | Alte Synagogenstraße 5 · | Isaak Cohen wurde am 3. August 1903 als Sohn von Hijman und Grietje Cohen in Ochtrup geboren. Er war mit Margarete Cohen verheiratet und betrieb mit ihr das Schlachtergeschäft, das er von seinen Eltern übernommen hatte. Nach dem „Judenboykott“ litt er unter den Repressalien gegen seine Familie und das Geschäft. Am 8. Mai 1940 flüchtete er mit seiner Familie in die Niederlande. Dort wurde er im Oktober 1942 verhaftet und war im Internierungslager Westerbork inhaftiert. Von dort erfolgte am 9. Oktober 1942 seine Deportation in das Vernichtungslager Auschwitz, wo er am 5. November 1942 oder 31. Januar 1943 ermordet und später für tot erklärt wurde. Im Jahr 2008 wurden in Ochtrup und 2014 in Enschede Stolpersteine für die Familie gelegt. | |
|      | Hier wohnte Margarete Cohen geb. Gottschalk Jg. 1907 ermordet 12.10.1942 in Auschwitz                     | Alte Synagogenstraße 5 · | Margarete Cohen wurde am 9. Juli 1907 als Margarete Gottschalk in Ochtrup geboren. Sie war mit Isaak Cohen verheiratet und hatte zwei Kinder. Am 8. Mai 1940 flüchtete die Familie in die Niederlande, wurde aber im Oktober 1942 verhaftet und war im Sammellager Westerbork interniert. Von dort wurde sie am 9. Oktober 1942 in das Vernichtungslager Auschwitz deportiert und bei Ankunft am 12. Oktober 1942 ermordet. | |
|      | Hier wohnte Magrit Cohen Jg. 1930 ermordet 12.10.1942 in Auschwitz                                        | Alte Synagogenstraße 5 · | Margrit Cohen wurde am 17. September 1930 als Tochter von Isaak und Margarete Cohen in Nordhorn geboren. Mit ihren Eltern flüchtete sie am 8. Mai 1940 in die Niederlande und war dort im Oktober 1942 im Internierungslager Westerbork inhaftiert. Von dort wurden sie am 9. Oktober 1942 in das Vernichtungslager Auschwitz deportiert, wo sie bei Ankunft am 12. Oktober 1942 mit ihrer Mutter und der Schwester Ilse ermordet wurde. Sie war zu diesem Zeitpunkt gerade 12 Jahre alt. | |
|      | Hier wohnte Ilse Cohen Jg. 1933 ermordet 12.10.1942 in Auschwitz                                          | Alte Synagogenstraße 5 · | Ilse Cohen wurde am 20. August 1933 als Tochter von Isaak und Margarete Cohen in Nordhorn geboren. Mit ihren Eltern flüchtete sie am 8. Mai 1940 in die Niederlande und war dort im Oktober 1942 im Internierungslager Westerbork inhaftiert. Von dort wurden sie am 9. Oktober 1942 in das Vernichtungslager Auschwitz deportiert, wo sie bei Ankunft am 12. Oktober 1942 mit ihrer Mutter und der Schwester Margrit ermordet wurde. Sie war zu diesem Zeitpunkt neun Jahre alt. | |
|      | Hier wohnte Bertha Roozendaal geb. Israel Jg. 1874 ermordet 17.9.1943 Auschwitz                           | Hagenstraße 21 ·         | 23. Apr. 2005 | Bertha Roozendaal wurde am 11. Mai 1874 als Berta Israel in Dillich geboren. Sie war mit Mozes Roozendaal verheiratet und seit 1920 verwitwet. Aus der Ehe gingen vier Kinder hervor. Am 12. Mai 1939 flüchtete sie in die Niederlande und wurde 1943 verhaftet, zunächst im KZ Vught-Hertogenbosch und dann im Sammellager Westerbork inhaftiert. Am 14. September 1943 wurde sie in das Vernichtungslager Auschwitz deportiert und bei Ankunft am 17. September 1943 ermordet. Nur die 1913 geborene Tochter Rosalie überlebte den Holocaust und starb im Jahr 2004 in San Francisco in den USA. |
|      | Hier wohnte Erich Roozendaal Jg. 1904 ermordet 31.3.1944                                                  | Hagenstraße 21 ·         | 23. Apr. 2005 | Erich Roozendaal wurde am 24. September 1904 als Sohn von Mozes und Bertha Roozendaal in Nordhorn geboren. Er flüchtete 1938/1939 in die Niederlande. Dort wurde er verhaftet und war zunächst im Arbeitslager Overbroek und ab 3. Oktober 1942 im Sammellager Westerbork inhaftiert. Am 16. Oktober 1942 wurde er von dort in das KZ Auschwitz deportiert, wo er am 31. März 1944 starb. |
|      | Hier wohnte Johanna Roozendaal Jg. 1906 ermordet 10.9.1943 Auschwitz                                      | Hagenstraße 21 ·         | 23. Apr. 2005 | Johanna Roozendaal wurde am 19. September 1906 als Tochter von Mozes und Bertha Roozendaal in Nordhorn geboren. 1938/1939 flüchtete sie in die Niederlande und war ab 9. April 1943 im KZ Vught-Hertogenbosch und ab 3. Juli 1943 im Sammellager Westerbork inhaftiert. Von dort wurde sie am 7. September 1943 in das Vernichtungslager Auschwitz deportiert, wo sie nach der Ankunft am 10. September 1943 ermordet wurde. |
|      | Hier wohnte Siegfried Roozendaal Jg. 1910 ermordet 31.3.1944                                              | Hagenstraße 21 ·         | 23. Apr. 2005 | Siegfried Roozendaal wurde am 7. September 1909 als Sohn von Mozes und Bertha Roozendaal in Nordhorn geboren. Er flüchtete 1938/1939 in die Niederlande. Dort wurde er verhaftet und war zunächst im Arbeitslager Overbroek und ab 3. Oktober 1942 im Sammellager Westerbork inhaftiert. Am 16. Oktober 1942 wurde er von dort in das KZ Auschwitz deportiert, wo er am 31. März 1944 starb. |
|      | Hier wohnte Berta Roozendaal geb. Eichenwald Jg. 1880 ermordet in Auschwitz                               | Hagenstraße 19 ·         | 23. Apr. 2005 | Berta Roozendaal wurde am 22. März 1880 als Berta Eichenwald in Horstmar geboren. Sie war mit Salomon Roozendaal verheiratet und seit 1912 verwitwet. Aus der Ehe gingen drei Kinder hervor. Am 19. Januar 1939 flüchtete sie in die Niederlande. Am 30. Januar 1943 wurde sie verhaftet und war bis zum 6. April 1943 im Sammellager Westerbork inhaftiert. Dann wurde sie in das Vernichtungslager Sobibor deportiert und dort nach der Ankunft am 9. April 1943 ermordet. Für die Familie wurden auch in Ootmarsum Stolpersteine verlegt. Nur die 1911 geborene Tochter Hendrina überlebte den Holocaust und starb 1970 in Nordhorn. |
|      | Hier wohnte Ernst Roozendaal Jg. 1907 ermordet vor 8.5.1945 in Apeldoorn                                  | Hagenstraße 19 ·         | 23. Apr. 2005 | Ernst Roozendaal wurde am 22. Dezember 1907 als Sohn von Salomon und Berta Roozendaal in Nordhorn geboren. Am 3. August 1938 flüchtete er in die Niederlande, wurde dann aber am 22. Januar 1943 ab Apeldoorn in das Vernichtungslager Auschwitz deportiert, wo er nach der Ankunft am 25. Januar 1943 ermordet wurde. Für ihn wurde auch in Ootmarsum ein Stolperstein verlegt. |
|      | Hier wohnte Jenni Roozendaal Jg. 1909 ermordet in Auschwitz                                               | Hagenstraße 19 ·         | 23. Apr. 2005 | Jenni Roozendaal wurde am 24. Januar 1909 als Tochter von Salomon und Berta Roozendaal in Nordhorn geboren. Sie flüchtete am 19. Januar 1938 in die Niederlande. Ab 30. Januar 1943 war sie im Sammellager Westerbork inhaftiert und wurde von dort am 6. April 1943 in das Vernichtungslager Sobibor deportiert, wo sie nach Ankunft am 9. April 1943 ermordet wurde. Für sie wurde auch in Ootmarsum ein Stolperstein verlegt. |
|      | Hier wohnte Rosette ’Rika’ Salomonson geb. Frank Jg. 1901 deportiert Auschwitz ermordet 18.7.1942         | Hauptstraße 18 ·         | | Rosetta Salomonson wurde am 6. September 1901 als Rosetta Franck in Werlte geboren und lebte in Nordhorn. Sie war seit 1928 mit Max Salomonson verheiratet, der bereits 1933 verstarb. Aus der Ehe ging eine Tochter hervor. Sie flüchtete am 20. März 1939 in die Niederlande, wo sie am 24. Juni 1940 verhaftet wurde. Am 16. Juli 1942 wurde sie aus dem Sammellager Westerbork in das Vernichtungslager Auschwitz deportiert und nach Ankunft am 18. Juli 1942 ermordet. |
|      | Hier wohnte Ruth Salomonson Jg. 1929 deportiert Auschwitz ermordet 18.7.1942                              | Hauptstraße 18 ·         | Ruth Salomonson wurde am 12. September 1929 als Tochter von Max und Rosetta Salomonson in Osnabrück geboren. Am 21. März 1939 flüchtete sie in die Niederlande und war nach ihrer Verhaftung vom 24. Juni 1940 bis zum 16. Juli 1942 im Sammellager Westerbork inhaftiert. Am 16. Juli 1942 wurde sie mit ihrer Mutter in das Vernichtungslager Auschwitz deportiert und nach der Selektion bei Ankunft am 18. Juli 1942 ermordet. | |
|      | Hier wohnte Julius Süskind Jg. 1888 deportiert ermordet in Osteuropa                                      | Alkenstiege 7 ·          | | Julius Süskind wurde am 12. April 1888 in Neuenhaus geboren und wohnte in Nordhorn. Er war mit Ennegje Süskind verheiratet und hatte zwei Kinder. Zuletzt befand er sich in der Heil- und Pflegeanstalt Bendorf-Sayn. Am 22. März 1942 wurde er von dort in das Ghetto Izbica deportiert und später für tot erklärt. |
|      | Hier wohnte Ennegje ’Emilie’ Süskind geb. Jakobs Jg. 1889 deportiert, ermordet in Osteuropa               | Alkenstiege 7 ·          | Ennegje Süskind wurde am 28. September 1889 in Werlte geboren. Sie war mit Julius Süskind verheiratet und hatte zwei Kinder. Am 22. März 1942 wurde sie ab Koblenz – ihr Mann Julius war in der Nähe in einer Pflegeanstalt untergebracht – in das Ghetto Izbica deportiert und starb dort noch im gleichen Jahr. Nur ihr 1929 geborener Sohn Siegfried überlebte den Holocaust, weil er während eines Deportationstransportes flüchten konnte und in den Niederlanden Unterschlupf fand. Er starb 1985 in Frankfurt am Main. | |
|      | Hier wohnte Rosette ’Julchen’ Süskind Jg. 1930 Flucht 1938 Denekamp/Holland ermordet in Osteuropa         | Alkenstiege 7 ·          | Rosette Süskind wurde am 2. Dezember 1930 als Tochter von Julius und Ennegje Süskind in Nordhorn geboren. Nach den Novemberpogromen flüchtete sie am 20. November 1938 in die Niederlande. 1942 wurde sie in das KZ Auschwitz deportiert, wo sie am 28. Januar 1944 ermordet wurde. Für Rosetta Süskind wurde auch in Denekamp an ihrem letzten Wohnort ein Stolperstein verlegt. | |
|      | Hier wohnte Friedrich Salomonson Jg. 1897 Flucht Holland deportiert Sobibor ermordet 1.5.1943             | Bahnhofstraße 20 ·       | | Friedrich Salomonson wurde am 16. Dezember 1897 als Sohn von Max Salomonson in Nordhorn geboren. Dort betrieb er ein Betten- und Textilgeschäft. Er war mit Esther Salomonson verheiratet und hatte zwei Kinder. Während der Novemberpogrome 1938 wurde er verhaftet und war bis zum 27. November 1938 im KZ Sachsenhausen inhaftiert. Am 8. Juni 1939 flüchtete er nach Hardenberg in die Niederlande. Dort wurde er am 17. August 1942 verhaftet und war im Sammellager Westerbork inhaftiert. Von dort wurde er am 18. Mai 1943 in das Vernichtungslager Sobibor deportiert und nach der Ankunft am 21. Mai 1943 ermordet. |
|      | Hier wohnte Esther Salomonson geb. Philips Jg. 1895 Flucht Holland deportiert Sobibor ermordet 1.5.1943   | Bahnhofstraße 20 ·       | Esther Salomonson wurde am 25. März 1895 als Esther Philips in Winterswijk geboren. Sie war mit Friedrich Salomonson verheiratet und hatte zwei Kinder. Am 8. Juni 1939 flüchtete die Familie in die Niederlande. Dort war sie ab Oktober 1942 im Sammellager Westerbork inhaftiert und wurde am 18. Mai 1943 in das Vernichtungslager Sobibor deportiert, wo sie nach Ankunft am 21. Mai 1943 ermordet wurde. | |
|      | Hier wohnte Lion Salomonson Jg. 1930 Flucht Holland deportiert Sobibor ermordet 1.5.1943                  | Bahnhofstraße 20 ·       | Lion Salomonson wurde am 7. Juli 1930 als Sohn von Friedrich und Esther Salomonson in Osnabrück geboren. Im Dezember 1938 wurde er zu seiner Tante nach Almelo in die Niederlande gebracht. Am 8. Juni 1939 flüchtete die Familie in die Niederlande. Dort war er ab Oktober 1942 im Sammellager Westerbork inhaftiert. Am 18. Mai 1943 wurde er mit seiner Familie in das Vernichtungslager Sobibor deportiert und nach der Ankunft am 21. Mai 1943 ermordet. Er war zu diesem Zeitpunkt 12 Jahre alt. | |
|      | Hier wohnte Hanni Salomonson Jg. 1932 Flucht Holland deportiert Sobibor ermordet 1.5.1943                 | Bahnhofstraße 20 ·       | Hanni Salomonson wurde am 29. Februar 1932 als Tochter von Friedrich und Esther Salomonson in Nordhorn geboren. Nach den Novemberpogromen wurde sie im Dezember 1938 bei einer Tante in Almelo in den Niederlanden untergebracht. Am 8. Juni 1939 flüchtete die Familie in die Niederlande und lebte in Hardenberg. Dort war sie ab Oktober 1942 im Sammellager Westerbork inhaftiert. Am 18. Mai 1943 wurde sie mit ihrer Familie in das Vernichtungslager Sobibor deportiert und nach der Ankunft am 21. Mai 1943 ermordet. Sie war zu diesem Zeitpunkt 11 Jahre alt. | |
|      | Hier wohnte Samuel Frank Jg. 1888 deportiert 1941 Riga ermordet in Salaspils                              | Prollstraße 5 ·          | | Samuel Frank wurde am 22. Mai 1888 in Werlte geboren. Er war mit Jenny Frank verheiratet und hatte mit ihr zwei Kinder. Am 13. Dezember 1941 wurde er in das Ghetto Riga deportiert und kam in das Arbeitserziehungslager Salaspils, wo er im April 1942 starb. |
|      | Hier wohnte Jenni Frank geb. de Vries Jg. 1900 deportiert 1941 Riga ermordet 1944 Stutthof                | Prollstraße 5 ·          | Jenny Frank wurde am 20. August 1900 als Jenny de Vries in Nordhorn geboren. Sie war mit dem Viehhändler Samuel Frank verheiratet und hatte zwei Kinder. Am 13. Dezember 1941 wurde sie in das Ghetto Riga deportiert und kam zuletzt mit einem Todesmarsch in das KZ Stutthof, wo sie am 9. August 1944 ermordet wurde. | |
|      | Hier wohnte Julius Frank Jg. 1922 deportiert 1941 Riga ermordet in Salaspils                              | Prollstraße 5 ·          | Julius Frank wurde am 5. Januar 1922 als Sohn von Samuel und Jenny Frank in Nordhorn geboren. Am 13. Dezember 1941 wurde er in das Ghetto Riga deportiert und kam in das Arbeitserziehungslager Salaspils, wo er im April 1942 starb. | |
|      | Hier wohnte Else Frank Jg. 1925 deportiert 1941 Riga ermordet 1944 Stutthof                               | Prollstraße 5 ·          | Else Frank wurde am 9. August 1925 als Tochter von Samuel und Jenny Frank in Nordhorn geboren. Sie wurde am 13. Dezember 1941 in das Ghetto Riga deportiert und kam zuletzt nach einem Todesmarsch in das KZ Stutthof, wo sie am 9. August 1944 starb. | |
|      | Hier wohnte Heine Bolks Jg. 1915 im Widerstand verhaftet KZ Amersfoort erschossen 8.3.1945                | Bentheimer Straße 171 ·  | 21. Apr. 2006 | Heine Bolks wurde am 12. Oktober 1915 in Nordhorn geboren. Er besaß die niederländische Staatsbürgerschaft und wurde 1927 in Deutschland eingebürgert. Seit 1935 war er mit Johanna Wolberink verheiratet, aus der Ehe stammen vier Kinder. 1943 schloss er sich dem Niederländischen Widerstand (Landelijke Organisatie voor Hulp aan Onderduikers) an, der den in den Niederlanden untergetauchten Personen half und war auch an mehreren Sabotage-Aktionen gegen die deutsche Wehrmacht beteiligt. Als er bei einer Aktion am 7. Oktober 1944 verwundet war, wurde er verhaftet und kam zunächst in das Kamp Erika, danach in das Gefängnis Zwolle und das Durchgangslager Amersfoort, wo er in einem separaten Zellenblock inhaftiert war. Nach dem Attentat auf Hanns Albin Rauter durch den niederländischen Widerstand am 6. März 1945 sollten als Vergeltung 263 Gefangene hingerichtet werden, 49 davon aus dem Lager Amersfoort. Heine Bolks war einer davon wurde am 8. März 1945 erschossen. |
|      | Hier wohnte Johannes Otto Jg. 1913 ermordet in KZ Kiel-Hassee                                             | Anemonenstraße 21 ·      | 12. Okt. 2006 | Johannes Otto wurde am 16. Dezember 1913 in Nordhorn geboren und besaß die niederländische Staatsbürgerschaft. Er gehörte den ernsten Bibelforschern an und war deshalb ein Verfolgter des Nazi-Regimes. Nachdem er im Januar 1945 von einem Kollegen denunziert wurde, erfolgte am 29. Januar 1945 seine Verhaftung. Er kam in das Arbeitserziehungslager Ohrbeck und über weitere Lager in das Arbeitserziehungslager Nordmark bei Kiel-Hassee. Dort verschlechterte sich sein körperlicher Zustand aufgrund der schlechten Bedingungen zusehends, er wurde zuletzt am 3. Mai 1945 lebend gesehen und später rückwirkend zum 8. Mai 1945 für tot erklärt. |
|      | Hier wohnte August Perk Jg. 1897 denunziert/verurteilt Straflager Wolfenbüttel tot 12.5.1945 'Haftfolgen' | Erikastraße 73 ·         | 12. Okt. 2006 | August Perk wurde am 25. Oktober 1897 in Lohne geboren. Im Ersten Weltkrieg leistete er Wehrdienst als Soldat in Frankreich und Russland. 1934 war er aus politischen Gründen zu sechs Monaten Haft auf Bewährung verurteilt. Seit 1940 war er verheiratet, aus der Ehe gingen zwei Kinder hervor. Am 14. April 1943 wurde er nach Denunziation einer Nachbarin verhaftet und war in Bad Bentheim und Hamm inhaftiert. Am 11. August 1943 wurde er wegen „Wehrkraftzersetzung“ zu zwei Jahren Straflager verurteilt und war im Strafgefängnis Wolfenbüttel inhaftiert. Er wurde am 2. Mai 1945 durch Alliierte befreit, starb aber aufgrund seines schlechten körperlichen Zustandes zehn Tage später am 12. Mai 1945 im Landeskrankenhaus Braunschweig. |
|      | Hier wohnte Ferdinand Kobitzki Jg. 1890 ermordet 14.12.1944 KZ Neuengamme                                 | Fliederstraße 38 ·       | 12. Okt. 2006 | Ferdinand Kobitzki wurde am 21. März 1890 in Münster geboren. Er war Mitglied der KPD und kandidierte 1929 bei der Kreistagswahl. Am 20. März 1933 wurde er verhaftet und blieb aus politischen Gründen bis 16. Oktober 1934 in verschiedenen Gefängnissen und Konzentrationslagern in „Schutzhaft“. Er musste eine schriftliche Erklärung abgeben, dass er sich nicht wieder politisch engagieren würde. Als er sich weiter am Widerstand beteiligte, wurde er nach dem Attentat vom 20. Juli 1944 in der Aktion Gitter verhaftet und verschleppt. Am 24. Dezember 1944 überbrachten Polizisten seiner Ehefrau eine Urne mit der Asche von Ferdinand Kobitzki und die Nachricht, dass er am 14. Dezember 1944 im KZ Neuengamme verstorben sei. |
|      | Hier wohnte Adolf Pazdera Jg. 1900 deportiert Auschwitz ermordet 13.9.1944                                | Denekamper Straße 137 ·  | 12. Okt. 2006 | Adolf Pazdera wurde im Jahr 1900 geboren. Er war bei den Webereien Rawe und Povel tätig, Mitglied der KPD und im Betriebsrat engagiert. Nach einer Denunziation wurde er 1933 in „Schutzhaft“ genommen und war bis zum 3. April 1934 im Gefängnis Münster und im KZ Börgermoor inhaftiert. Nachdem die Gestapo im September 1934 von weiteren politischen Aktivitäten erfuhr, wurde er wieder verhaftet und am 26. April 1935 durch das Sondergericht Hamm zu acht Jahren Zuchthaus verurteilt. Nach Verbüßung der Strafe wurde er am 23. November 1942 entlassen, am 11. Dezember 1942 abermals verhaftet und in das KZ Neuengamme verschleppt. Von dort wurde er in das KZ Auschwitz deportiert, wo er am 13. September 1944 starb. |

## Verlegungen
- 23. April 2005: ? Stolpersteine an ? Adressen
- 21. April 2006: ? Stolpersteine an ? Adressen
- 12. Oktober 2006: vier Stolpersteine an vier Adressen[92]